# Bolivaritettix amphinotoides
Bolivaritettix amphinotoides är en insektsart som beskrevs av Günther, K. 1939. Bolivaritettix amphinotoides ingår i släktet Bolivaritettix och familjen torngräshoppor. Inga underarter finns listade i Catalogue of Life.